# Isaiah Msibi
Isaiah Msibi (* 15. února 1984) je atlet-běžec ze Svazijska.
Zúčastnil se Letních olympijských her 2008 v Pekingu, kde startoval v běhu na 1500 m. V rozběhu měl čas 3:51,35, což mu dalo celkové 46. místo.